# Eudorylas restrictus
Eudorylas restrictus är en tvåvingeart som beskrevs av Ernest F. Coe 1966. Eudorylas restrictus ingår i släktet Eudorylas och familjen ögonflugor. Arten har ej påträffats i Sverige. Inga underarter finns listade i Catalogue of Life.